# Христо Боботанов
Христо Николов Боботанов или Боботинов е български просветен деец и революционер, деец на Вътрешната македоно-одринска революционна организация и Върховния македоно-одрински комитет и просветен деец.

## Биография
Христо Боботанов е в 1879 година в село Райково, тогава в Османската империя, днес квартал на Смолян, България, в семейството на Никола Боботанов. Завършва Одринската българска мъжка гимназия с първия ѝ випуск като педагогическа гимназия в 1899 година. В гимназията е цигулар в училищния оркестър. След това е препоръчан като първенец на випуска си от директора Тодор Танев за учител в прогимназията в Цариград. По време на престоите си в Солун Боботанов преподава в училището в солунския квартал Вардар капия в периода 1899 – 1901 година, а от 1901 до 1905 година в училището в Пиргите.
Боботанов се отдава на революционна дейност и е деец на Тайния македоно-одрински кръжок в Санкт Петербург, Русия. След като ЦК на ВМОРО изпраща Иван Сапунаров в Санкт Петербург да обедини дейността на тамошните дружества, Христо Боботанов става касиер на Централното бюро. Като член на Централното бюро е изпратен в Солун в ЦК на ВМОРО в Солун и при екзарх Йосиф I, за да ги информира за дейността на сърбоманското Славяно-македонско дружество в Петербург.
Христо Боботанов използва и псевдонима Родопски.